# Рюйш, Рашель
Рашель Рюйш (нидерл. Rachel Ruysch; 3 июня 1664, Амстердам — 12 августа 1750, там же) — нидерландская художница эпохи барокко, мастер натюрморта.

## Жизнь и творчество
Рашель Рюйш была дочерью известного нидерландского медика и естествоиспытателя Фредерика Рюйша (1638−1731). Под руководством отца она получает первые уроки рисования и ботаники. Фредерик Рюйш, профессор анатомии, располагал в Амстердаме собранием редких экземпляров и аномалий из медицинской практики, которое почти полностью было куплено у него Петром Первым для кунсткамеры в Санкт-Петербурге. В возрасте пятнадцати лет Рашель начинает изучать живопись у художника Виллема ван Алста, который изображал в первую очередь растения и цветы. Первоначально она, помимо цветов и фруктов, рисует также насекомых и пресмыкающихся.
В 1695 году художница выходит замуж за портретиста Юриана Пола. В этом браке родилось 10 детей, которых воспитала и вырастила сама Рашель. В 1701 году она становится первой женщиной, принятой в гильдию художников Гааги. В том же году вступает в эту гильдию и её супруг. В 1708—1716 годах Рюйш служит придворной художницей у курфюрста Пфальцского Иоганна Вильгельма в Дюссельдорфе. В 1723 году она выигрывает 75 тысяч гульденов при розыгрыше государственной лотереи северных Нидерландов. Рашель Рюйш занималась художественным творчеством на протяжении более чем 65 лет — её первая картина датирована 1681 годом, последняя — 1747-м.
Полотна Рюйш ещё при её жизни пользовались большой популярностью у ценителей и большим спросом; цены на них были весьма высоки. Художница работала над ними медленно и тщательно, предъявляя к своему таланту живописца высокие требования. Её живопись оказала влияние на творчество Катарины Баккер.

## Галерея
- Натюрморт с цветами и бабочками на каменной скамье (ок. 1700)
- Цветочный букет (1708)
- Корзина цветов (1711)
- Букет в стеклянной вазе (1703)
- Натюрморт с фруктами и животными